# 诱导偶极
在非极性分子中正负电荷重心重合，不存在偶极，但在外电场：极性分子的永久偶极电场的影响下，非极性分子变成具有一定偶极的极性分子。这种在外电场力作用下产生的偶极称为诱导偶极。